# Marceli Harasimowicz
Marceli Harasimowicz (sinh năm 1859 tại Warsaw – mất năm 1935 tại Lwów) là một họa sĩ người Ba Lan, chuyên vẽ tranh phong cảnh.

## Tiểu sử
Harasimowicz lần đầu tiên học vẽ ở Zürich vào năm 1867 và sau đó ở Paris. Khi Harasimowicz trở về Ba Lan, ông theo học tại Học viện Mỹ thuật Kraków từ năm 1873 đến năm 1879. Sau đó, ông tiếp tục đi du học tại các học viện mỹ thuật ở Vienna và Munich.
Từ năm 1885, Harasimowicz sống và làm việc tại Lwów. Trong những năm 1907-1931, ông là thành viên của Hiệp hội nghệ sĩ Ba Lan. Năm 1888, ông thành lập một trường dạy vẽ tranh cho phụ nữ.
Ban đầu, nghệ sĩ chuyên vẽ cả chân dung và thể loại cảnh, nhưng sau năm 1890, ông gần như tập trung hoàn toàn vào phong cảnh. Chủ đề sáng tác chủ yếu là vùng đất ngập nước ở Kashubia, khu vực Podhale, vùng núi Pieniny và vùng Hutsul. Ông đã triển lãm các tác phẩm dưới sự giúp đỡ của Hiệp hội những người bạn mỹ thuật Kraków. Ông cũng vẽ tranh minh họa cho sách, tạp chí và các bức tranh tường trong nhà thờ ở Przemyśl.

## Tranh tiêu biểu

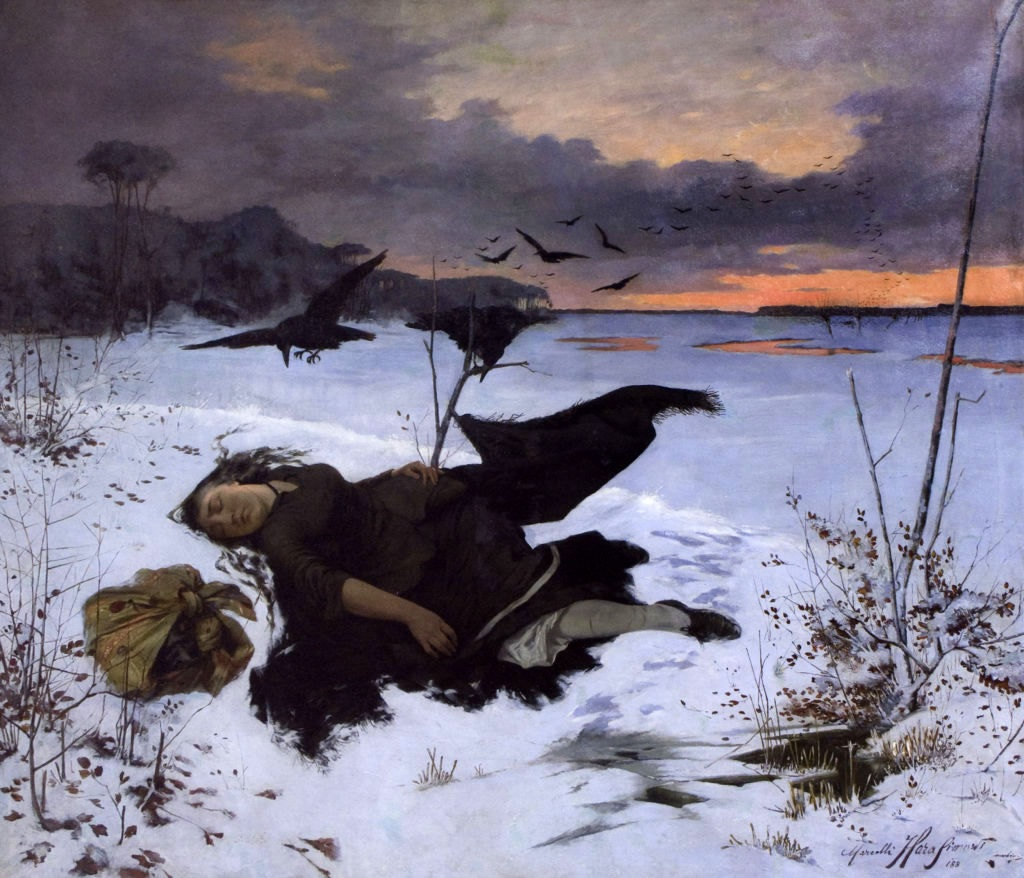
Prey for the Ravens (1888)
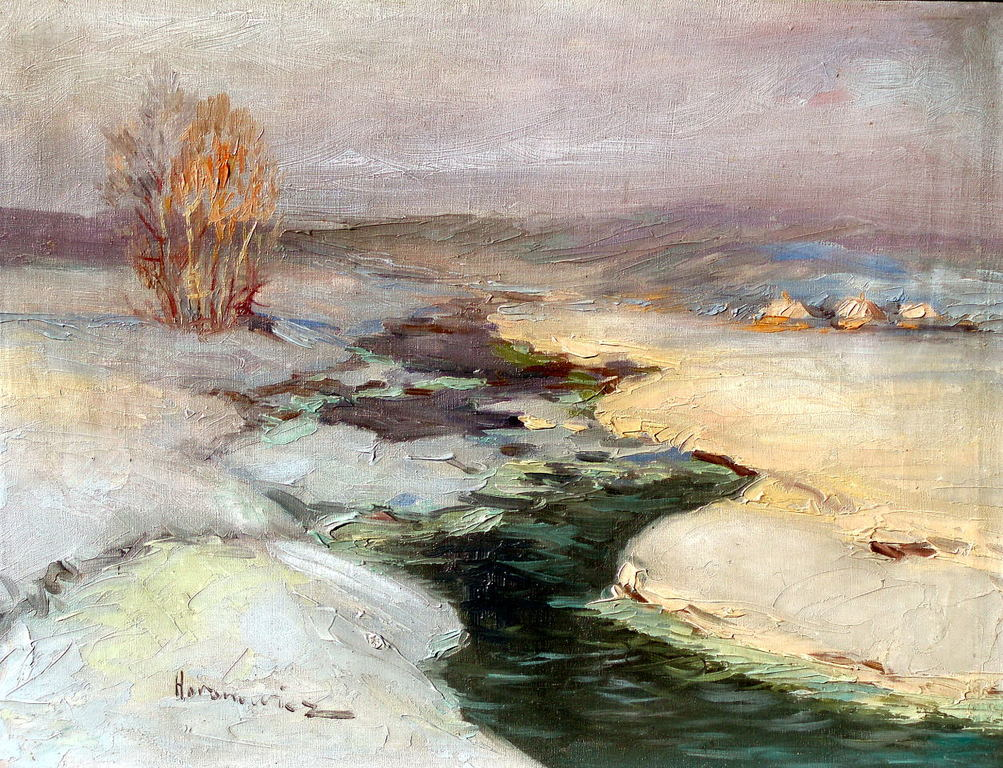
Beskydy in Winter (1903)
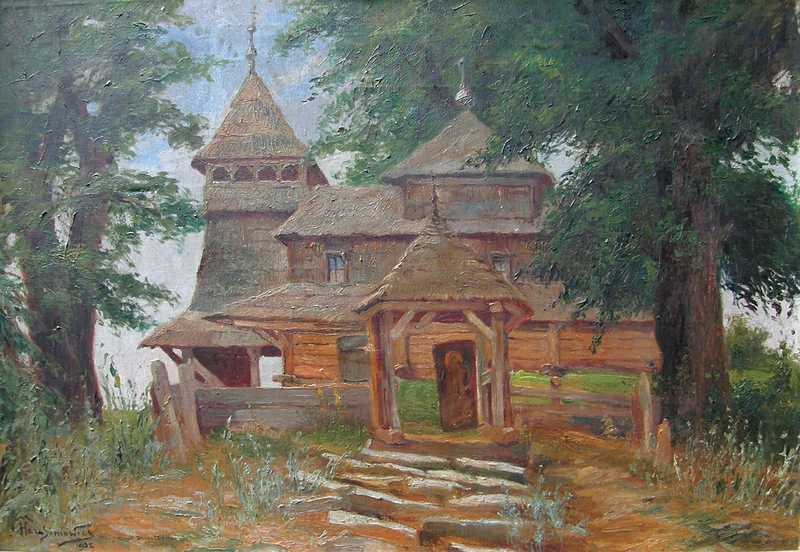
Weryń on the Dniester (1932)
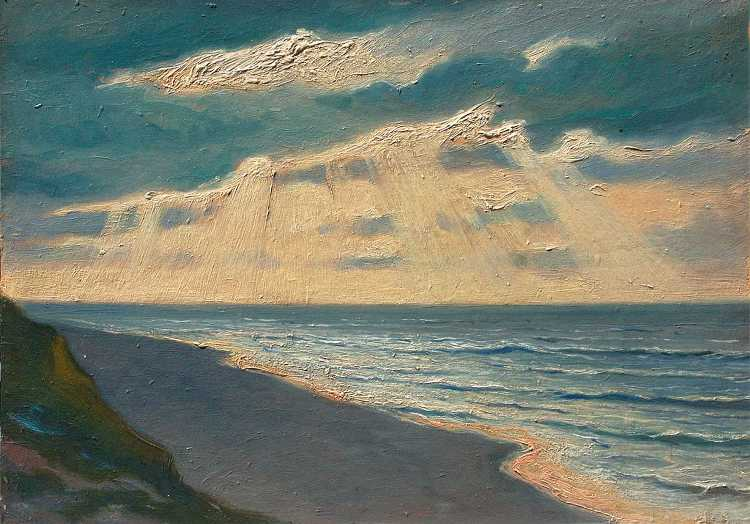
Seascape (1921)